# (4890) Shikanosima
(4890) Shikanosima es un asteroide perteneciente al cinturón de asteroides, descubierto el 14 de noviembre de 1982 por Hiroki Kosai y su compañero astrónomo Kiichirō Furukawa desde el Observatorio Kiso, Monte Ontake, Japón.

## Designación y nombre
Designado provisionalmente como 1982 VE4. Fue nombrado Shikanosima en homenaje a la isla de Shikanosima situada frente a la costa norte de Kyushu. En el año 1784, un agricultor encontró el sello de oro que era el presente del emperador de la China antigua al rey de Na, uno de los estados locales del antiguo Japón, cuando el rey envió la primera delegación a China bajo la dinastía Han en el año 57.

## Características orbitales
Shikanosima está situado a una distancia media del Sol de 2,204 ua, pudiendo alejarse hasta 2,535 ua y acercarse hasta 1,872 ua. Su excentricidad es 0,150 y la inclinación orbital 3,655 grados. Emplea 1195 días en completar una órbita alrededor del Sol.

## Características físicas
La magnitud absoluta de Shikanosima es 13,6. Tiene 4,656 km de diámetro y su albedo se estima en 0,324.